# Gabriela Serra
Gabriela Serra Frediani (Mataró, 18 de diciembre de 1951) es una maestra y activista española, que fue diputada en el Parlamento de Cataluña por la CUP entre octubre de 2015 y octubre de 2017.

## Biografía
Nació en una familia de clase media de Mataró, Barcelona. 
Estudió magisterio y se casó a los 19 años, en 1971. Viaja a Roma por los estudios que realiza su marido donde entra en contacto a finales de 1972 con las plataformas 
anticapitalistas.
En 1975 trasladó su residencia a Santa Coloma de Gramanet donde trabajó como maestra en la escuela Lluís Millet de Singuerlín. Allí se involucró en las luchas vecinales y fue presidenta de la Asociación de Vecinos de Singuerlín.
En 1979 fue cabeza de lista del Movimiento Comunista de Cataluña (MCC) en las primeras elecciones municipales democráticas en Santa Coloma. También militó en Cercles Obrers Comunistes.
En 1984 formó parte como número tres, de la candidatura del MCC al Parlamento de Cataluña.
En 1986 se implicó en la campaña anti-OTAN. Formó parte de las Brigadas Internacionales de Paz  en Guatemala entre 1987 y 1989. 
En 2001 Gabriela Serra, entonces presidenta de la Federación Catalana de ONGs para el Desarrollo y Arcadi Oliveres, Presidente de Justicia y Paz de España encabezaron la protesta contra Julia García-Valdecasas, delegada del Gobierno en Cataluña por las cargas policiales realizadas contra los manifestantes que participaron en una marcha contra el Banco Mundial en Barcelona, denunciando la escalada de la presión policial sobre los movimientos alternativos.
Actualmente es miembro de la ONG Entrepueblos (Entrepobles, en catalán) la Fundació per la Pau, el Centro Delàs de Estudios por la Paz, la Plataforma Paz y Democracia y la Asamblea Nacional Catalana.
Se posiciona como militante anticapitalista y feminista. Empezó a colaborar activamente en la CUP de la mano de David Fernández en su etapa en el Parlamento de Cataluña.
En las elecciones en el Parlamento de Cataluña de 2015, fue candidata de la Candidatura de Unidad Popular - Llamada Constituyente elegida en primarias ocupó el cuarto puesto como independiente en la lista de la CUP-Llamada Constituyente  por Barcelona y logró un escaño como diputada autonómica. Tras el pacto entre Junts pel Sí y la CUP para elegir como presidente de la Generalidad de Cataluña a Carles Puigdemont Serra fue una de los diputados junto a Benet Salellas designados para incorporarse a la dinámica de trabajo del grupo parlamentario de Junts pel Sí.
Fue nombrada presidenta de Observa, una nueva asociación que quiere "monotorizar" las prisiones catalanas para garantizar los derechos fundamentales de las personas presas.